# 1950-е годы в компьютерных играх

## События
- 1950 год — Джозеф Кейтс создал компьютер Bertie the Brain для игры в крестики-нолики.
- В 1951 году на выставке «Фестиваль Британии» был представлен компьютер Nimrod, единственной задачей которого была игра в ним.
- В 1951 году инженер Ральф Баэр выдвинул идею интерактивного телевидения, из-за чего изобретение компьютерных игр приписывают именно ему.
- 1951 год — Фусадзиро Ямаути переименовывает компанию Marufuku Co. Ltd. в Nintendo, что означает «забудь об удаче до наступления рая» (англ. leave luck to heaven)[1].
- 1951 год — В США введены новые законы, регулирующие индустрию слот-машин. Мартин Бромли, который в то время управлял игровыми комнатами на военных базах Гавайи, покупает слот-машины и открывает Service Games (SEGA)[1]
- В 1952 году была создана первая в мире компьютерная игра с графическим интерфейсом под названием OXO.
- 1952 год — Компания Standard Games переименована в «Service Games of Japan» (SEGA), а её головной офис перемещён из Гонолулу в Токио.
- 1958 год — Tennis for Two, первая многопользовательская компьютерная игра в мире (на двоих).

## Родились
- 16 ноября 1952 года — Сигэру Миямото (яп. 宮本 茂), создатель игр The Legend of Zelda, Mario, и Donkey Kong.